# 京都府道113号梅津東山七条線
京都府道113号梅津東山七条線（きょうとふどう113ごう うめづひがしやましちじょうせん）は、京都府京都市右京区から京都市東山区に至る一般府道である。

## 概要
京都市右京区梅津堤上町から京都市東山区妙法院前側町に至る。大半の区間が七条通、西京極西衣手町から西京極北大入町は万寿寺通と称される。

### 路線データ
- 起点：京都市右京区梅津堤上町（上野橋交差点、京都府道132号太秦上桂線交点）
- 終点：京都市東山区妙法院前側町（東山七条交差点、京都府道32号下鴨京都停車場線交点）

## 路線状況

### 通称
- 梅津街道（高辻梅津街道 - 上野橋）
- 万寿寺通（葛野西通 - 天神川通）
- 天神川通（万寿寺通 - 西京極橋）
- ほほえみ通り（西京極駅前 - 川勝寺バス停付近）
- 七条通（川勝寺バス停付近 - 東大路通）
- 山陰街道（国道9号の旧道）

### 重複区間
- 国道162号（京都市右京区西京極北大入町 - 京都市右京区西京極葛野町・五条天神川交差点）
- 京都市道184号宇多野吉祥院線（京都市右京区西京極北大入町 - 京都市右京区西京極西大丸町）
- 国道24号・京都府道32号下鴨京都停車場線（京都市下京区烏丸町・烏丸七条交差点 - 京都市下京区材木町・七条河原町交差点）

### 道路施設

#### 橋梁
- 七条大橋（鴨川、京都市下京区 - 京都市東山区）

## 地理

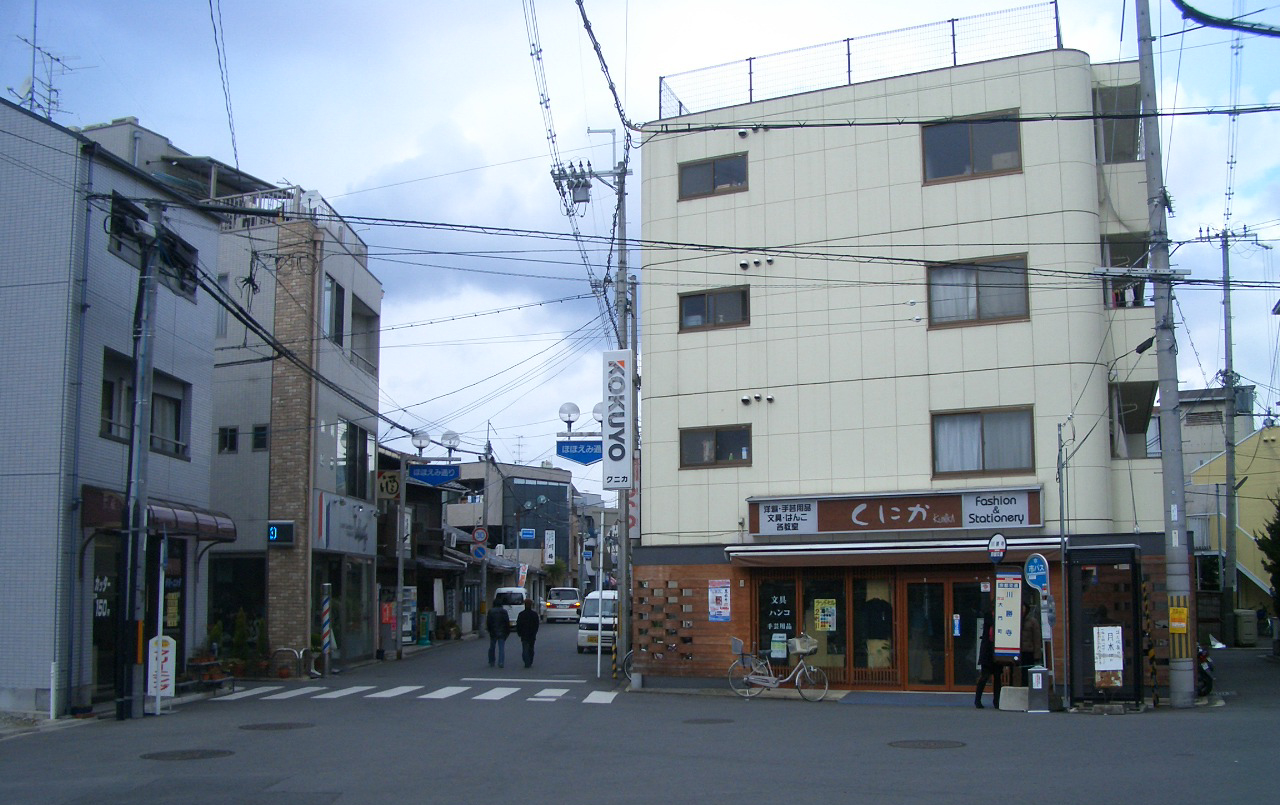
川勝寺バス停付近

### 通過する自治体
- 京都市（右京区 - 下京区 - 東山区）

### 交差する道路
| 交差する道路                                                                        | 市町村名 | 市町村名 | 交差する場所   | 交差する場所          |
| ----------------------------------------------------------------------------------- | -------- | -------- | -------------- | --------------------- |
| 京都府道132号太秦上桂線 / 梅津街道                                                  | 京都市   | 右京区   | 梅津堤上町     | 上野橋交差点 / 起点   |
| 国道162号 重複区間起点 京都市道184号宇多野吉祥院線 重複区間起点                     | 京都市   | 右京区   | 西京極北大入町 |                       |
| 国道9号 国道162号 重複区間終点                                                      | 京都市   | 右京区   | 西京極葛野町   | 五条天神川交差点      |
| 京都市道184号宇多野吉祥院線 重複区間終点                                            | 京都市   | 右京区   | 西京極西大丸町 |                       |
| 京都府道142号沓掛西大路五条線 / 西大路通 京都市道181号京都環状線 重複               | 京都市   | 下京区   | 西七条北衣田町 | 西大路七条交差点      |
| 京都府道114号七条大宮四ツ塚線 / 大宮通                                              | 京都市   | 下京区   | 御器屋町       | 大宮七条交差点        |
| 国道1号 / 堀川通                                                                    | 京都市   | 下京区   | 花園町         | 七条堀川交差点        |
| 国道24号 / 烏丸通 重複区間起点 京都府道32号下鴨京都停車場線 / 河原町通 重複区間起点 | 京都市   | 下京区   | 烏丸町         | 烏丸七条交差点        |
| 国道24号 / 烏丸通 重複区間終点 京都府道32号下鴨京都停車場線 / 河原町通 重複区間終点 | 京都市   | 下京区   | 材木町         | 七条河原町交差点      |
| 京都府道143号四ノ宮四ツ塚線 / 東大路通                                              | 京都市   | 東山区   | 妙法院前側町   | 東山七条交差点 / 終点 |

### 交差する鉄道
- 阪急京都本線
- 山陰本線

### 沿線
- 八ツ橋庵ししゅう館
- 京都西年金事務所
- 京都市立葛野小学校
- 学校法人光華女子学園
  - 京都光華女子大学大学院
  - 光華幼稚園
  - 京都光華小学校
  - 京都光華中学校・高等学校
- 西京極総合運動公園
- 阪急京都本線 西京極駅
- 京都西京極郵便局
- 京都市立西京極中学校
- 京都市立西京極小学校
- ケーヨーデイツー 七条店
- 京都春日郵便局
- 京都武田病院
- スーパーライフ 七条店
- 総合病院京都南病院
- 京都市立七条中学校
- 京都市立七条小学校
- 京都市中央卸売市場第一市場
- JR西日本山陰本線 梅小路京都西駅
- 梅小路公園
- 京都市立梅小路小学校
- 学校法人平安学園（龍谷大学付属平安中学校・高等学校）
- 龍谷大学 大宮学舎
- 西本願寺
- 東本願寺
- 京都ヨドバシ
- NTT西日本 京都支店七条別館
- 京阪電気鉄道京阪本線 七条駅
- 三十三間堂
- 京都国立博物館
- 智積院